# Diarthrodes lilacinus
Diarthrodes lilacinus is een eenoogkreeftjessoort uit de familie van de Dactylopusiidae. De wetenschappelijke naam van de soort is voor het eerst geldig gepubliceerd in 1977 door Pallares.